# شاين مارتن
شاين مارتن (بالإنجليزية: Shane Martin)‏ هو سياسي أمريكي، ولد في 31 ديسمبر 1971 في سبارتانبرغ في الولايات المتحدة. حزبياً، نشط في الحزب الجمهوري. وقد انتخب عضو مجلس ولاية كارولاينا الجنوبية.

## وصلات خارجية
- الموقع الرسمي